# Asilus erax
Asilus erax är en tvåvingeart som beskrevs av Müller 1776. Asilus erax ingår i släktet Asilus och familjen rovflugor.
Artens utbredningsområde är Danmark. Inga underarter finns listade i Catalogue of Life.